# パワービルダー
パワービルダーとは、一般には住宅一次取得者層をターゲットにした床面積30坪程度の土地付き一戸建住宅を2,000～4,000万円程度の価格で分譲する建売住宅業者を指している和製英語である。

## 用語
パワービルダーという呼ばれ方がなされるようになったのは2000年頃からである。首都圏で分譲戸建て住宅事業を行う業者は数千社以上もあり、そのほとんどは年間数十戸程度の中小業者である。こうした中で、パワービルダー大手5社の首都圏における分譲戸建て住宅市場における販売シェアは、1998年に10％であったが、2003年には24％にもなり、そのパワーが注目された。

## 歴史
飯田グループ（一建設、飯田産業、東栄住宅、タクトホーム、アイディホーム、アーネストワンなど）が90年代の後半ごろから首都圏で成功した建売住宅販売のビジネスモデルを、多くの建売業者や工務店が模倣し、2000年代の初頭にはパワービルダーと呼ばれる事が業界内で成功としてのステータスのような状態となった。その後、パワービルダーは建売業者という元々の定義よりも、寧ろ勢いのあるビルダーという定義で使われる方が多くなった。例えば、タマホームは非分譲系パワービルダーと呼ばれている。2006年に行われた調査では、パワービルダーと呼ばれている会社と呼ばれていない会社の間のビジネス戦略や行動に統計的に有意な差は認められなかった。従ってパワービルダーが、元来の定義である「住宅一次取得者層をターゲットにした建売業者」という用法で用いられているのか、「勢いのあるビルダー」という用法で用いられているのかは、文脈によって判断する必要がある。